# Macduff (Whiskybrennerei)
Macduff ist eine Whiskybrennerei in Banff, Banffshire, Schottland. Sie liegt am der Stadt gegenüberliegenden Ufer des Deveron. Sie gehört zur Whiskyregion Highlands.

## Geschichte
Macduff wurde 1960 von den Geschäftsleuten Brodie Hepburn, Marty Dykes und George Crawford gegründet. 1972 wurde sie von William Lawson (einer 1849 in Dundee gegründeten Whiskyhandlung) übernommen und 1980 in den Martini-Konzern eingegliedert. Dieser gehört seit 1993 zu Bacardi.

## Produktion
Das Wasser für die Produktion stammt aus der Gelly-Quelle. Die Brennerei begann mit zwei Brennblasen, einer Wash Still (Grobbrandblase) und einer Spirit Stil (Feinbrandblase). Im Laufe der Jahre wurde die Anzahl der Brennblasen stetig erhöht, sodass derzeit zwei Wash Stills und drei Spirit Stills zur Verfügung stehen. Die Brennerei besitzt eine maximale Produktionskapazität von 28.000 hl.
Macduff war von Beginn an offen für Veränderungen und Innovationen im Herstellungsprozess. So war sie die erste schottische Brennerei, die metallene Maischbottiche einsetzte. Auch beheizten sie als erste ihre Brennblasen mit Wasserdampf. Die Produktion kann nicht besichtigt werden.

## Abfüllungen
Single-Malt-Abfüllungen unter dem Namen Macduff sind nur von unabhängigen Abfüllern bekannt. Originalabfüllungen kommen seit 2015 unter dem Namen The Deveron in den Handel und umfassen die Standardabfüllungen in den Altersstufen 10, 12 und 18 Jahre. Die 2013 eingeführte Vertriebsmarke Glen Deveron wird nur für den Duty Free-Handel genutzt und beinhaltet die Altersstufen 16, 20 und 30 Jahre. Der Großteil des produzierten Whiskys wird jedoch zur Herstellung von Blends eingesetzt, insbesondere der Marke William Lawson’s.